# Parc national du Mont Tomorr
Le parc national du Mont Tomorr, ou de la montagne de Tomorr (en albanais : Parku Kombëtar je Malit të Tomorrit) a été créé en 2012, c'est l'un des plus récents parcs nationaux d'Albanie. Il couvre une surface de 247 km2

## Histoire
Durant la période classique, le mont Tomorr était originellement connu sous l'appellation mont Amyron (grec moderne : Άμυρον) ; Amyron était un élément central de la région de Dassaretis, qui a été nommé d'après ses habitants, les Dexari, une tribu de l'Épire appartenant au groupe Chaonien de Grecs du nord ouest.

## Religion, folklore et littérature
Le mont Tomorr est un site doublement sacré, d'une part pour les chrétiens, qui le gravissent le jour de l'Assomption (le 15 août) en l'honneur de la Vierge Marie, mais aussi pour les bektachis / alévis, qui honorent Abbas ibn Ali lors d'un pèlerinage annuel du 20 au 25 août.
Dans le folklore albanais, le mont Tomorr est humanisé et associé à la figure légendaire de Baba Tomor, représenté comme un vieux géant avec une longue barbe blanche et entouré de quatre aigles femelles planant au-dessus de lui et se perchant sur ses pentes enneigées. D'après le folkloriste allemand Maximilian Lambertz, Baba Tomor est le vestige d'une ancienne divinité illyrienne.

## Le parc national
Le mont Tomorr offre de nombreuses installations sportives telles que le ski. Pour son importance et sa beauté, le gouvernement albanais l'a déclaré parc national en 2012. Parmi les sites caractéristiques du parc national, le canyon Osum, la rivière Osum et le massif du Tomorr. De grands mammifères comme les loups, les renards, les sangliers, les chevreuils, les chèvres sauvages, mais aussi les aigles royaux, les hiboux et les éperviers y vivent. Les petits mammifères comprennent le loir forestier et la souris des bois. 

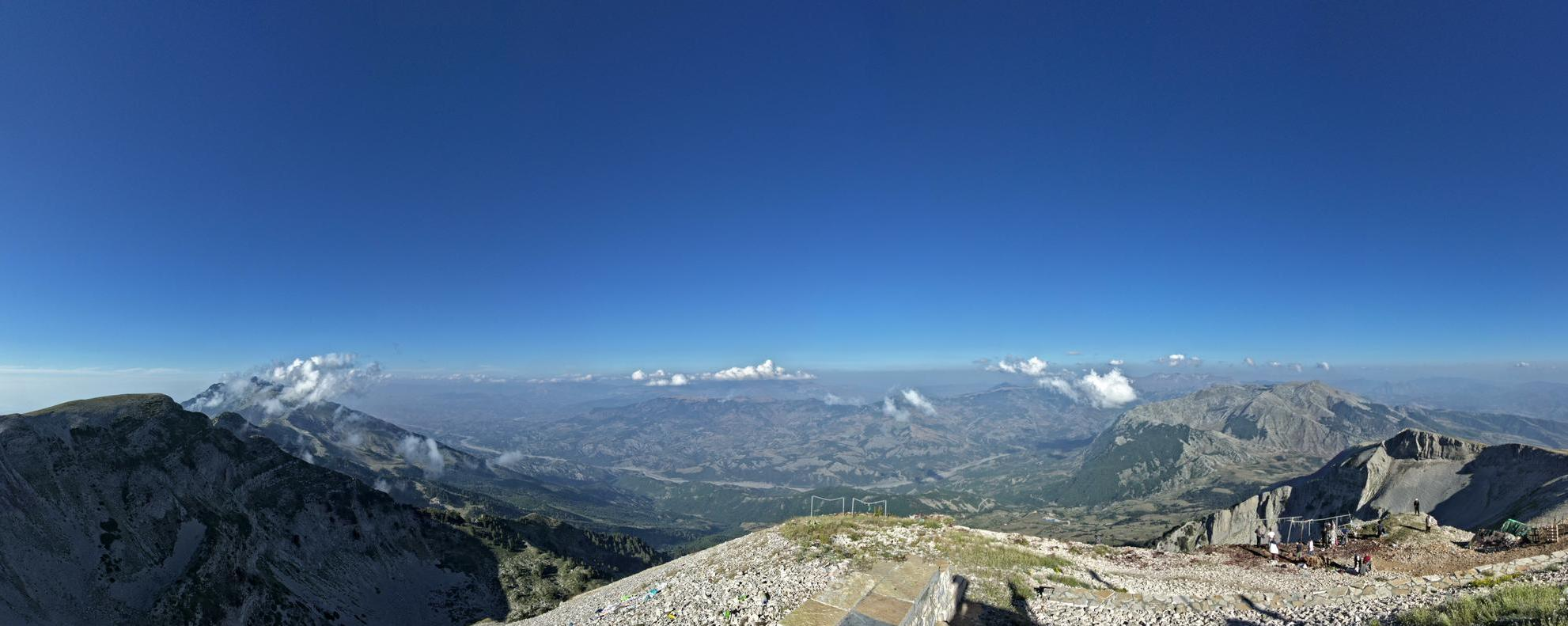
Vallée Tomorica, vue du mont Tomorr
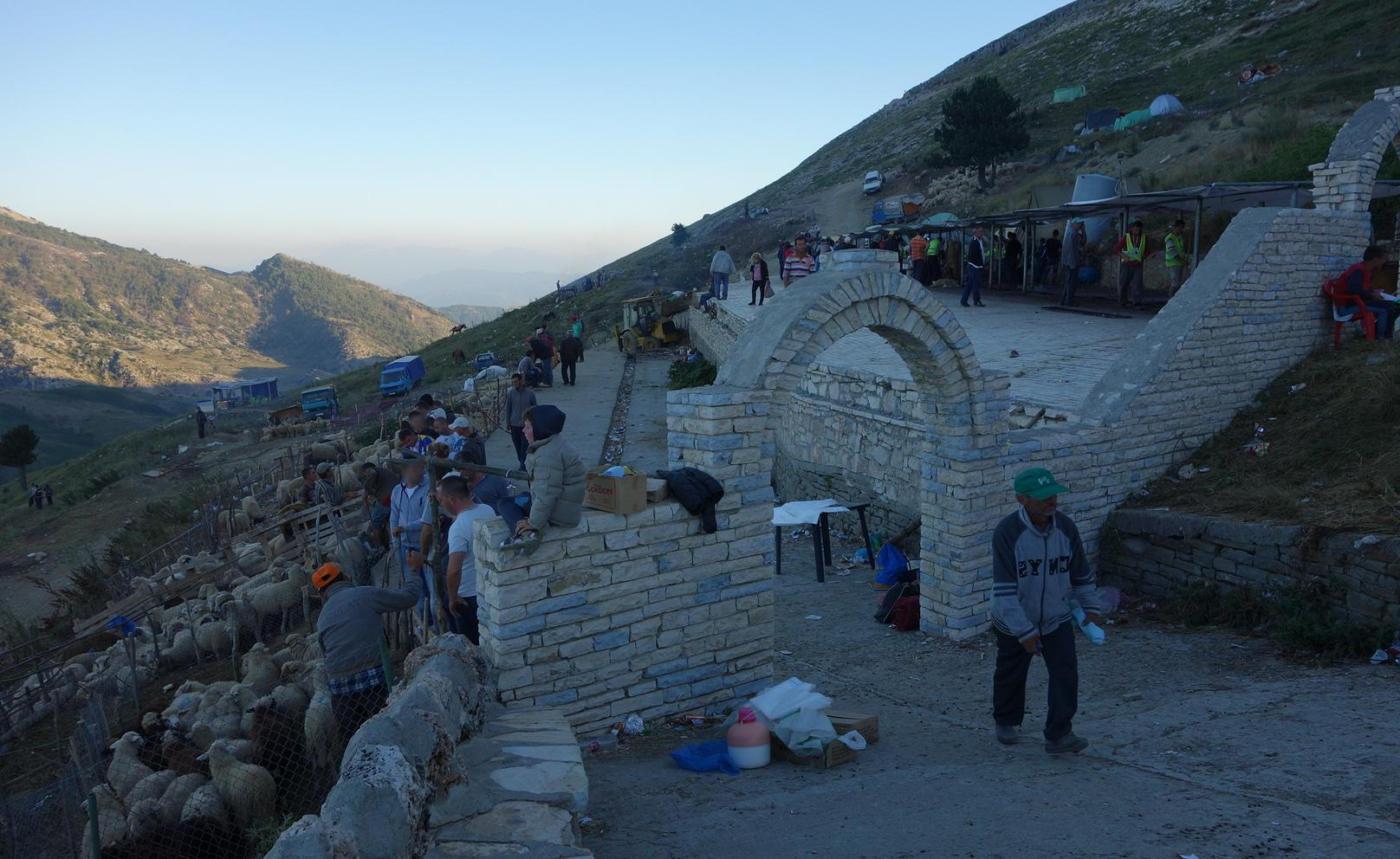
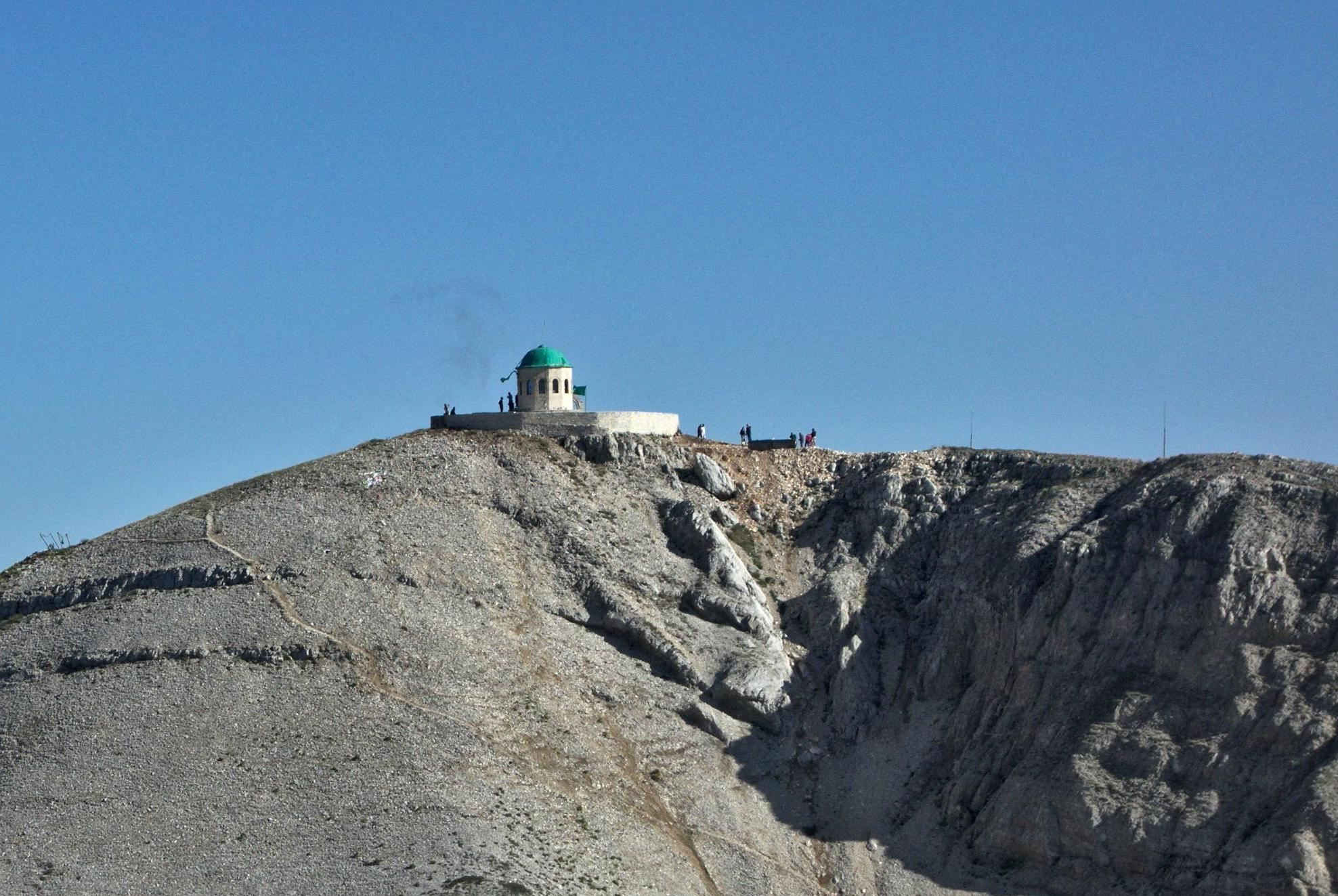
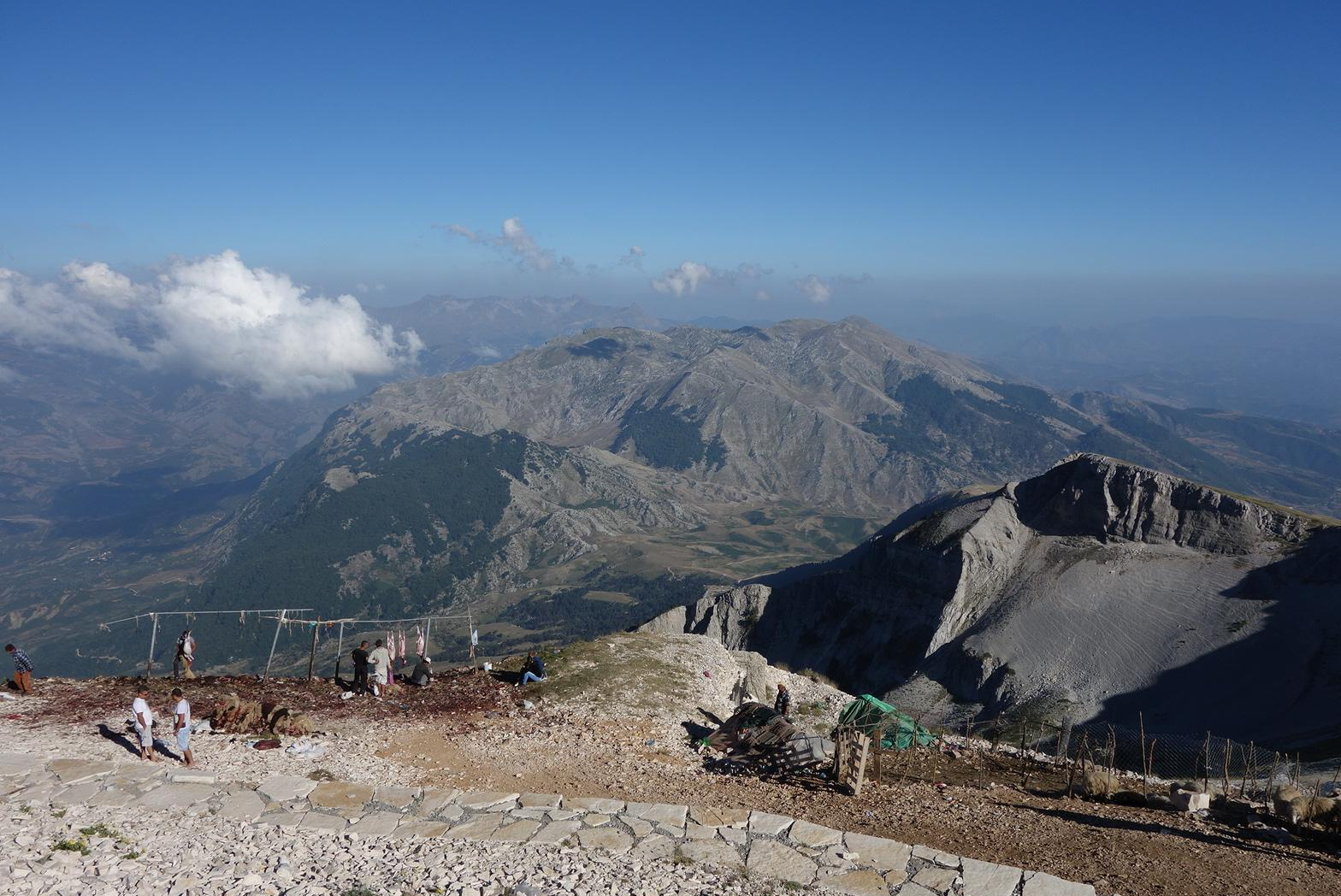
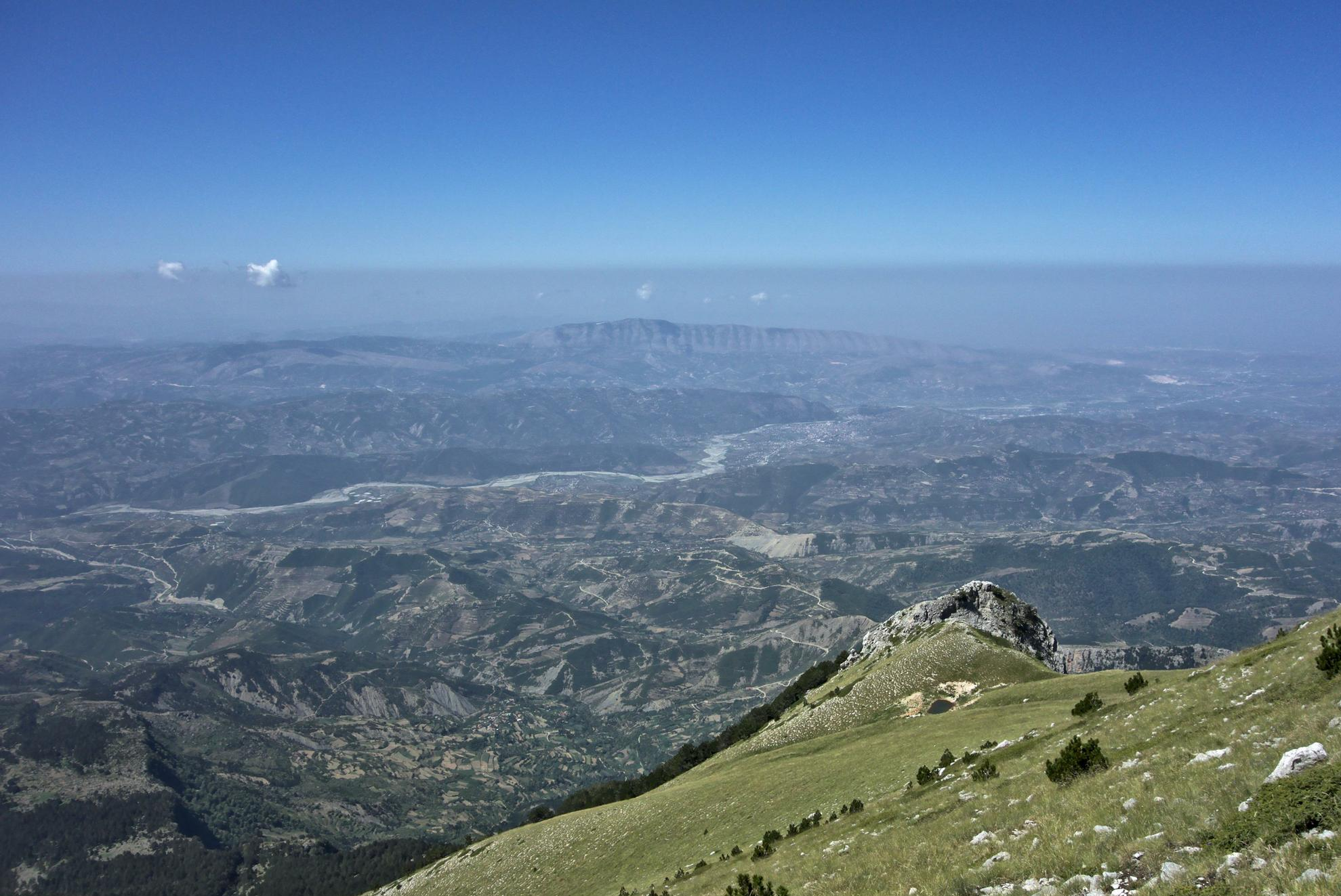
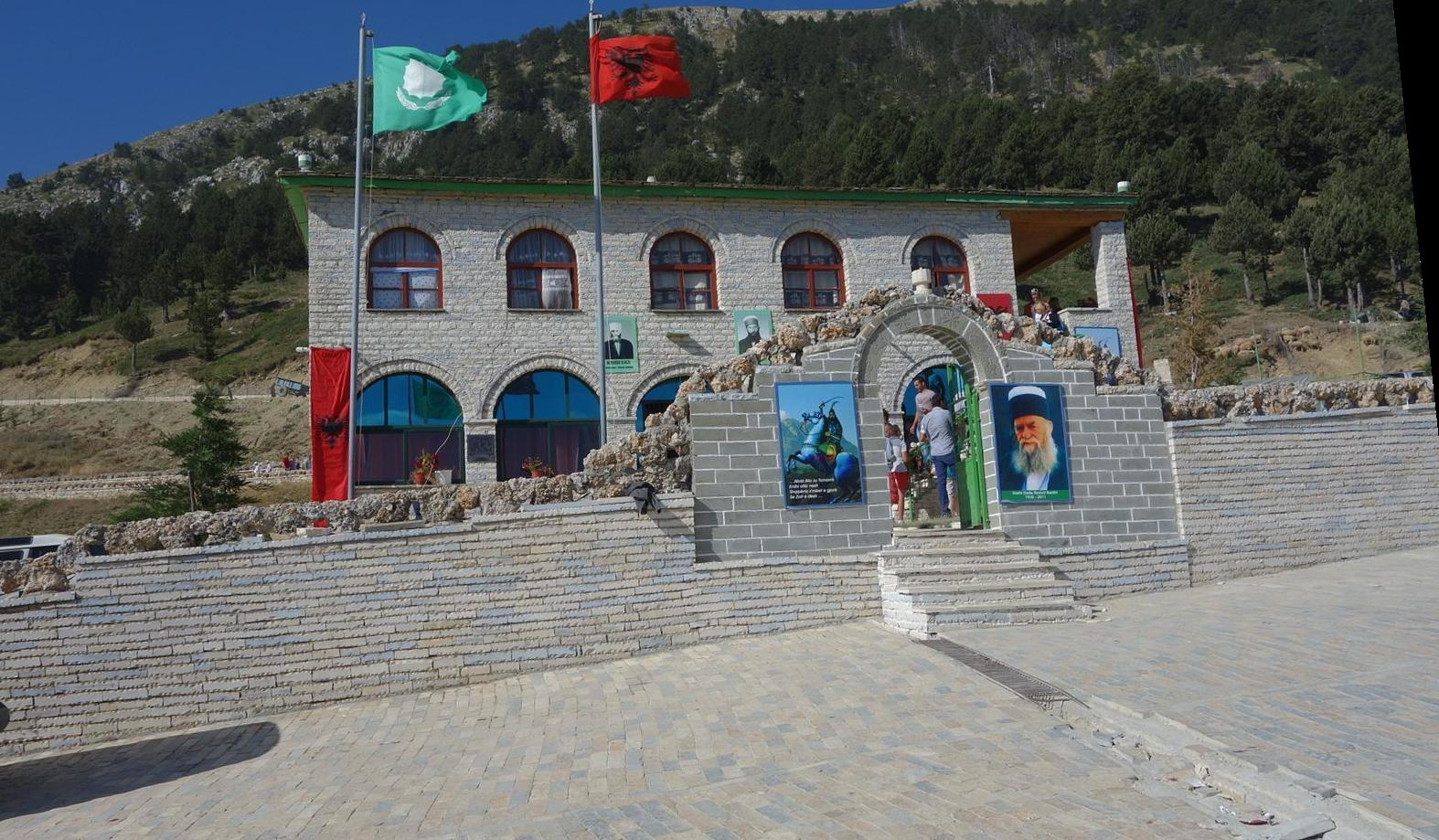